# Afroxyrrhepes
Afroxyrrhepes is een geslacht van rechtvleugeligen uit de familie veldsprinkhanen (Acrididae). De wetenschappelijke naam van dit geslacht is voor het eerst geldig gepubliceerd in 1943 door Uvarov.

## Soorten
Het geslacht Afroxyrrhepes omvat de volgende soorten:
- Afroxyrrhepes acuticercus Dirsh, 1954
- Afroxyrrhepes brevifurca Uvarov, 1943
- Afroxyrrhepes luteipes La Greca, 1993
- Afroxyrrhepes obscuripes Uvarov, 1943
- Afroxyrrhepes procera Burmeister, 1838